# Tamnič
Tamnič (en serbe cyrillique : Тамнич) est un village de Serbie situé dans la municipalité de Negotin, district de Bor. Au recensement de 2011, il comptait 250 habitants.

## Démographie
| 1948  | 1953  | 1961  | 1971  | 1981 | 1991 | 2002 | 2011 |
| ----- | ----- | ----- | ----- | ---- | ---- | ---- | ---- |
| 1 395 | 1 381 | 1 266 | 1 047 | 781  | 490  | 349  | 250  |

|  |